# Stora Skuggans skjutbanor
Die Stora Skuggans skjutbanor (deutsch Schießstände Stora Skuggans) war ein Schießstand im Norden der schwedischen Hauptstadt Stockholm.
Der Schießstand wurde um die Jahrhundertwende für den freiwilligen Scharfschützenverein Stockholms gebaut und 1906 eröffnet.
Der neue Kurs wurde für den nationalen Schießwettbewerb 1906 fertiggestellt. Die Anlage war zu diesem Zeitpunkt die größte Schießanlage des Landes. Der Bau kostete etwa 50.000 SEK Kronen.
Während der Olympischen Sommerspiele 1912 in Stockholm war der Schießstand Austragungsort der Schießwettbewerbe mit der Flinte und in den Disziplinen des Laufenden Hirsch.
1978 wurde der Schießstand aus Lärmschutzgründen zum angrenzenden Wohngebiet des Universitätsgeländes geschlossen. Anschließend wurde das Gelände der Öffentlichkeit zugänglich gemacht und unter anderem ein Amphitheater errichtet sowie ein See angelegt.
Aus den Zeiten des Schießstandes gibt es noch einen hohen Steinsockel, von dem aus nach Nordosten liegend geschossen wurde. Zudem sind noch Teile des Zielbereichs mit seinen Wällen erhalten.